# 기공식

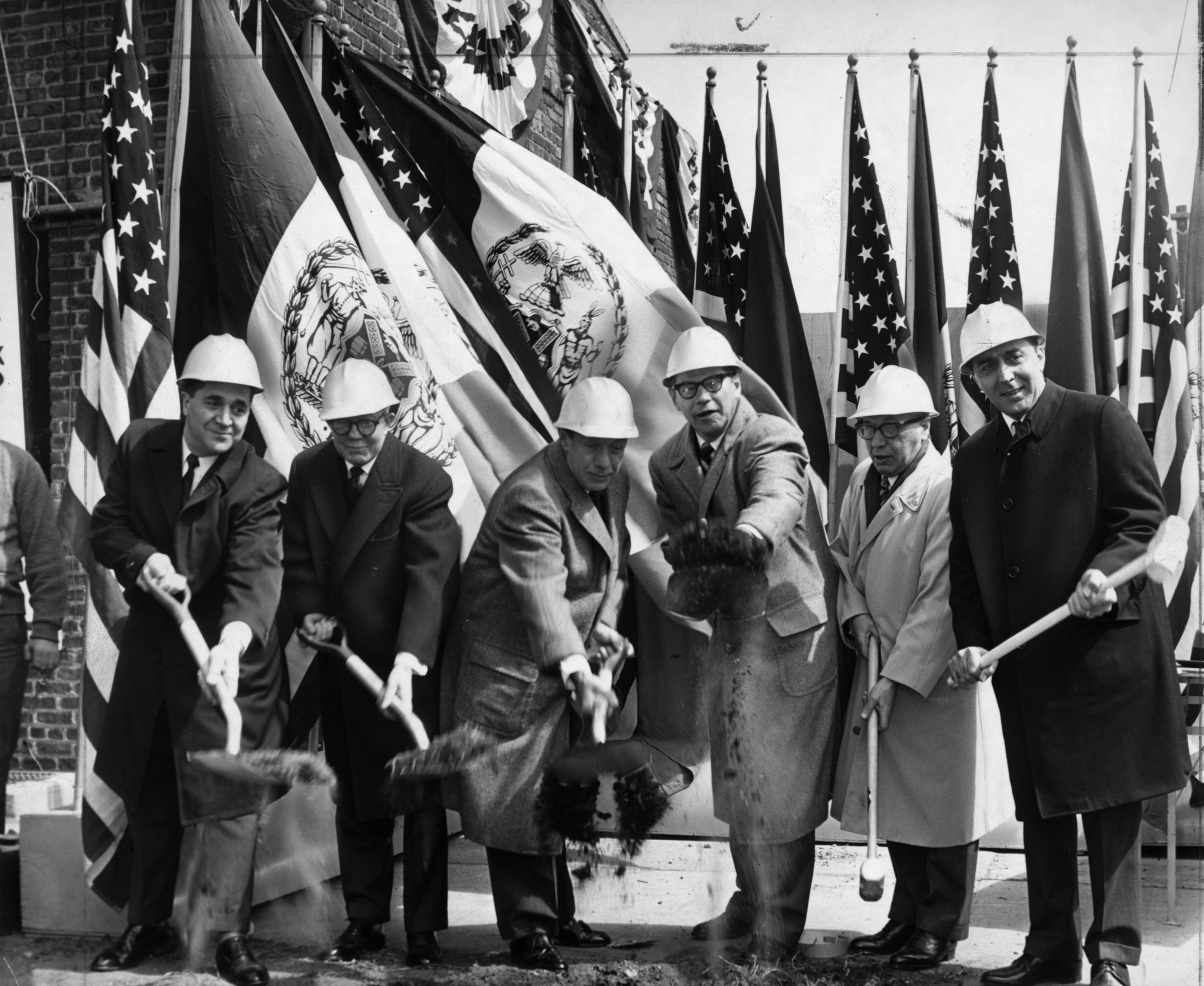
1962년 뉴욕 시에서 있었던 헌츠 포인트 프로듀스 마킷의 기공식

기공식(起工式, Groundbreaking)이란 건물의 건축을 시작하는 날, 그 사실을 기념하기 위해 행하는 제반 의식의 일종이다. 많은 문화권에서 전통적으로 행해진다. 꼭 건축 프로젝트가 아니더라도 다른 프로젝트를 수행하기 시작할 때 이 의식을 행할 수도 있다. 흔히 이런 기공식에는 정치인들과 기업인들이 다수 참가한다.
몇몇 문화권에서는 처음 쓴 삽인 '첫 삽' 및 기공식에 쓰인 삽들은 후일의 전시를 위해 잘 보존한다. 삽에는 기념이되는 정보가 그 결과로서 새겨지기도 한다. "의식적인" 면에서 행하는 기공식은 심지어 실제 건축 시작 전 몇 개월 전에도 행해지기도 한다. 몇몇 문화권에서는 성직자·종교 지도자들이 축복 의식을 행하기도 한다.

## 같이 보기
- 모퉁이돌
- 주춧돌
- 퍼블리시티 스턴트
- 매듭 끊기 의식 - 리본 커팅